# Şeref Meselesi
Şeref Meselesi (turco por "Questão de Honra"; Uma Questão de Honra em Angola e Moçambique)  é uma telenovela turca de 2014 produzida por D Productions e emitida pelo Kanal D.  É uma adaptação da série de televisão italiana L'onore e il rispetro.
Foi exibido em Angola (às 18h) e Moçambique (às 19h) pela Zap Novelas entre 9 de novembro de 2016 a 13 de fevereiro de 2017, substituindo Fatmagul e sendo substituída por Amor Proibido.

## Sinopse
A trama conta a história Kılıç, uma viúva que perde o seu marido cometendo suicídio por causa da sua mafia. Zeliha e seu marido, Hasan, têm dois filhos; seu primeiro filho Yiğit é um homem conflitivo, forte e afeminado.  O segundo filho Emir, é todo diferente de seu irmão,  é um joven muito tranquilo e bastante tímido com as mulheres. Depois de uma trágica, a morte de seu marido, Kiliç decide mudar junto com seus filhos para Estambul. Chegando lá, Yiğit atrai a atenção das mulheres do bairro, as jovens, Kübra e Derya, apaixonam-se por ele, mas ele fixa apenas em Sibel, uma adimirada e garota arrogante. Por outro lado, Hasan decide abrir uma joalharia com o apoio e conselho de Sadullah, um homem querido e conhecido no bairro. Um dia antes da abertura a joalheria é roubada e perde-se todo o investimento. Hasan não pode suportar o sucedido e se suicida na mesma. Após este trágico acontecimento os dois irmãos decidem vingar a morte de seu pai, Yiğit começa por Sadullah, pai da joven Kübra com quem ele fixa todo o seu ódio e rancor.

## Elenco
- Kerem Bürsin - Yiğit Kılıç
- Şükrü Özyıldız - Emir Kılıç
- Tilbe Saran - Zeliha Kılıç
- Yasemin Allen - Sibel Özer
- Şükran Ovalı - Derya Tanış
- Burcu Biricik - Kübra Çapan
- Alma Terziç - Gül
- Taner Turan - Sadullah Çapan
- Olgun Toker - Seyhan Demir
- Çağrı Çıtanak - Mete
- Hakan Salınmış - Hakkı
- Kağan Uluca - Nihat Demir
- Ahmet Dizdaroğlu - Ayhan
- Uğur Uzunel - Selim
- Baki Çiftçi - Ender
- Uygar Özçelik - Namık
- Bülent Arin
- Mürtüz Yolcu
- Sezin Bozacı - Neriman Özer
- Şebnem Doğruer - Fatma
- Uğur İzgi - Yılmaz
- Benian Dönmez
- Şerif Erol - Hasan Kılıç
- Toygun Ateş - Basri Kılıç
- Burç Hatunoğlu - Bora Tunalı
- Isabella Damla Güvenilir - Elif Kılıç